# سوار بر اسب‌های چابک
سوار بر اسب‌های تندرو (به انگلیسی: On Swift Horses) یک فیلم درام آمریکایی محصول سال ۲۰۲۴ به کارگردانی دانیل میناهان با بازی دیزی ادگار جونز، جیکوب الوردی، ویل پولتر، دیگو کالوا و ساشا کایه است. برایس کاس فیلمنامه را از رمان شانون پافال به همین نام اقتباس کرد که اولین بار در سال ۲۰۱۹ منتشر شد.
این فیلم اولین نمایش جهانی خود را در جشنواره بین‌المللی فیلم تورنتو در سال ۲۰۲۴ در ۷ سپتامبر ۲۰۲۴ انجام داد. در اکتبر ۲۰۲۴، سونی پیکچرز کلاسیکس حقوق پخش فیلم را در آمریکای شمالی و لاتین، ترکیه، اسکاندیناوی، اروپای شرقی، آسیای جنوب شرقی، هند، ایتالیا، استرالیا و نیوزیلند به دست آورد. در حال حاضر قرار است این فیلم در ۲۵ آوریل ۲۰۲۵ به صورت رسمی منتشر شود.

## داستان
موریل و همسرش لی، پس از بازگشت او از جنگ کره، زندگی جدیدی را در کالیفرنیا آغاز می‌کنند، که با آمدن برادر کوچکتر کاریزماتیک لی، جولیوس، تغییر می‌کند. لی مشتاق است که هر سه آنها زندگی جدیدی را در سن دیگو بسازند، اما جولیوس تصمیم می‌گیرد به جای آن به لاس وگاس سفر کند، جایی که در یک کازینو شغل پیدا می‌کند و هنری، یک همکار مرد را ملاقات می‌کند. جولیوس و هنری عاشق هم می‌شوند و این دو مرد یک رابطه عاشقانه پنهانی از جمله زندگی مشترک در یک اتاق متل را آغاز می‌کنند. در همین حال، موریل زندگی مخفیانه‌ای را در کالیفرنیا آغاز می‌کند، با اسب‌های مسابقه قمار می‌کند و پس از ملاقات با همسایه زن، ساندرا، عشقی را کشف می‌کند که هرگز فکرش را نمی‌کرد.

## ساخت
تصویربرداری اصلی در ۲۸ فوریه ۲۰۲۳ در لس آنجلس آغاز شده بود.

## بازخوردها
- در وب‌سایت جمع‌آوری نقد راتن تومیتوز بر اساس رای ۱۹ نقد منتقد، با میانگین امتیاز ۶ از ۱۰ مثبت است.
- در متاکریتیک، که از میانگین وزنی استفاده می‌کند، بر اساس هشت منتقد، به فیلم امتیاز ۶۸ از ۱۰۰ را اختصاص داد که نشان‌دهنده نقدهای «عموماً مطلوب» است.
- جوردین سرلز از هالیوود ریپورتر نوشت که این فیلم "زیبا، دلخراش است و می‌خواهد در بزرگ‌ترین پرده ممکن دیده شود. الوردی بهترین بازی خود را تا به حال در نقش جولیوس ارائه می‌کند و جنبه حساس‌تر و آسیب‌پذیر خود را شاید برای اولین بار در پرده بزرگ نشان می‌دهد. صحنه‌های عاشقانه‌اش با کالوا لطیف و هیجان‌انگیز هستند…[۵]

## موسیقی متن
موسیقی متن اصلی فیلم توسط مارک اورتون ساخته شده است. آهنگ اصلی این فیلم، «آهنگ برای هنری» توسط خواننده و ترانه‌سرا، لورن کرامار و شان اوبراین نوشته شد و توسط کرامار برای موسیقی متن اجرا شد. کرامار در پستی در اینستاگرام گفت: «شرکت کردن در این پروژه، که همه‌چیز مربوط به زندگی‌های عجیب و غریب و پیگیری مداوم خود است، یک امتیاز است».